# Lubieszów (powiat Żagański)
Lubieszów (Duits: Liebsen) is een dorp in de Poolse woiwodschap Lubusz. De plaats maakt deel uit van de gemeente Wymiarki en telt 230 inwoners.